# Banteay Kdei

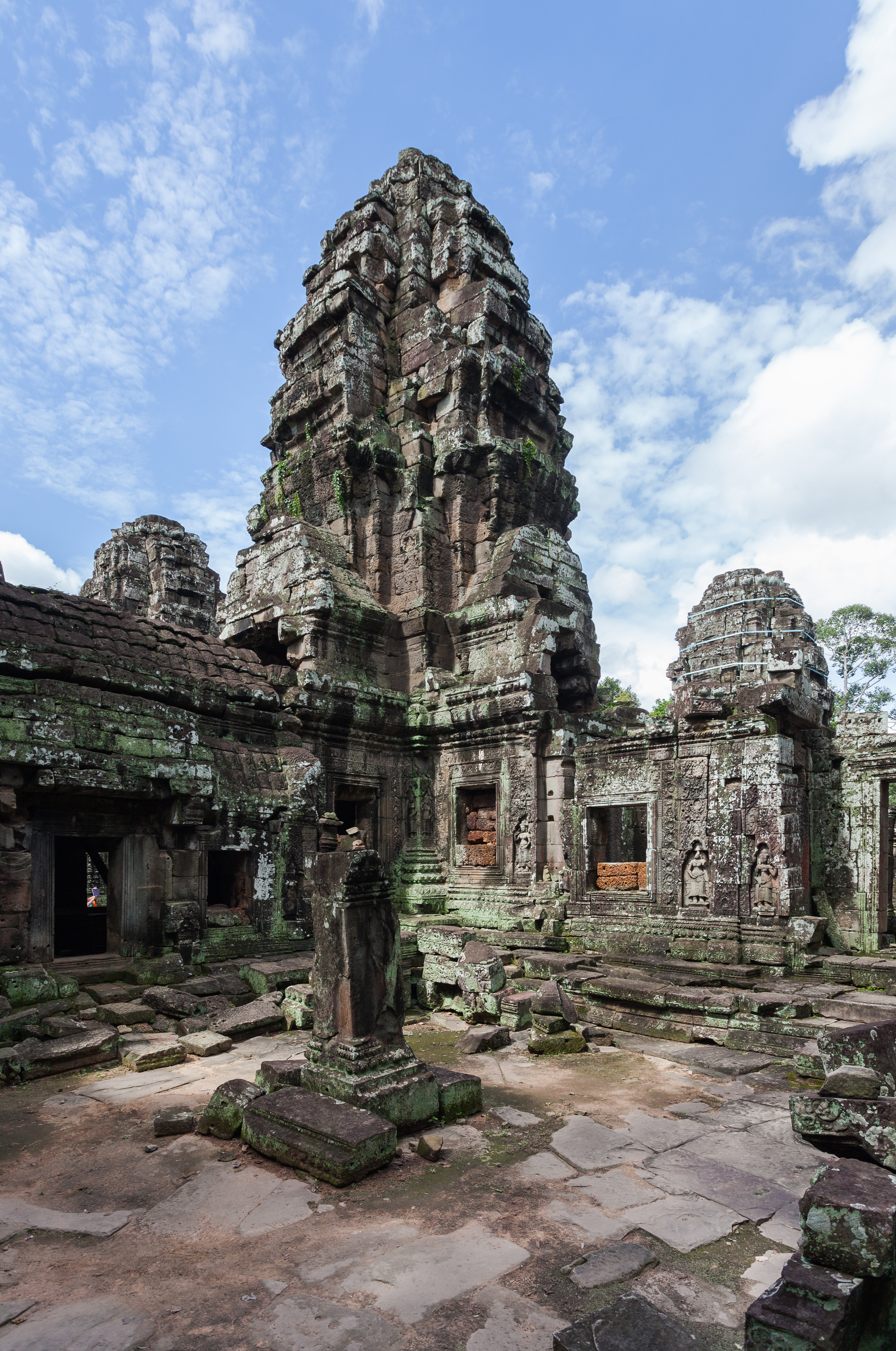
A Cidadela das Câmeras

Banteay Kdei, significando a Cidadela das Câmaras
  ou Cidadela das Celas dos Monges

é um templo budista em Angkor, Camboja. 
Construída de meados do século XII ao começo do século XIII da Era Comum, durante o reino de Jayavarman VII, no estilo da arquitetura Bayon, é semelhante a  Ta Prohm e Preah Khan, mas menor e menos complexa. Sua disposição, com duas paredes externas, consiste em duas galerias concêntricas, de onde emergem torres, precedidas e leste por um claustro

Banteay Kdei foi ocupada por monges em vários períodos, pelos séculos, até a década de 1960. O complexo monástico se encontra dilapidado, devido à construção mal feita e à má qualidade da pedra utilizada.

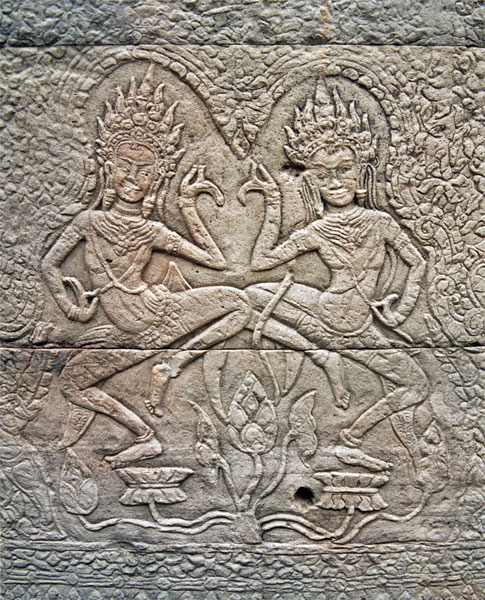
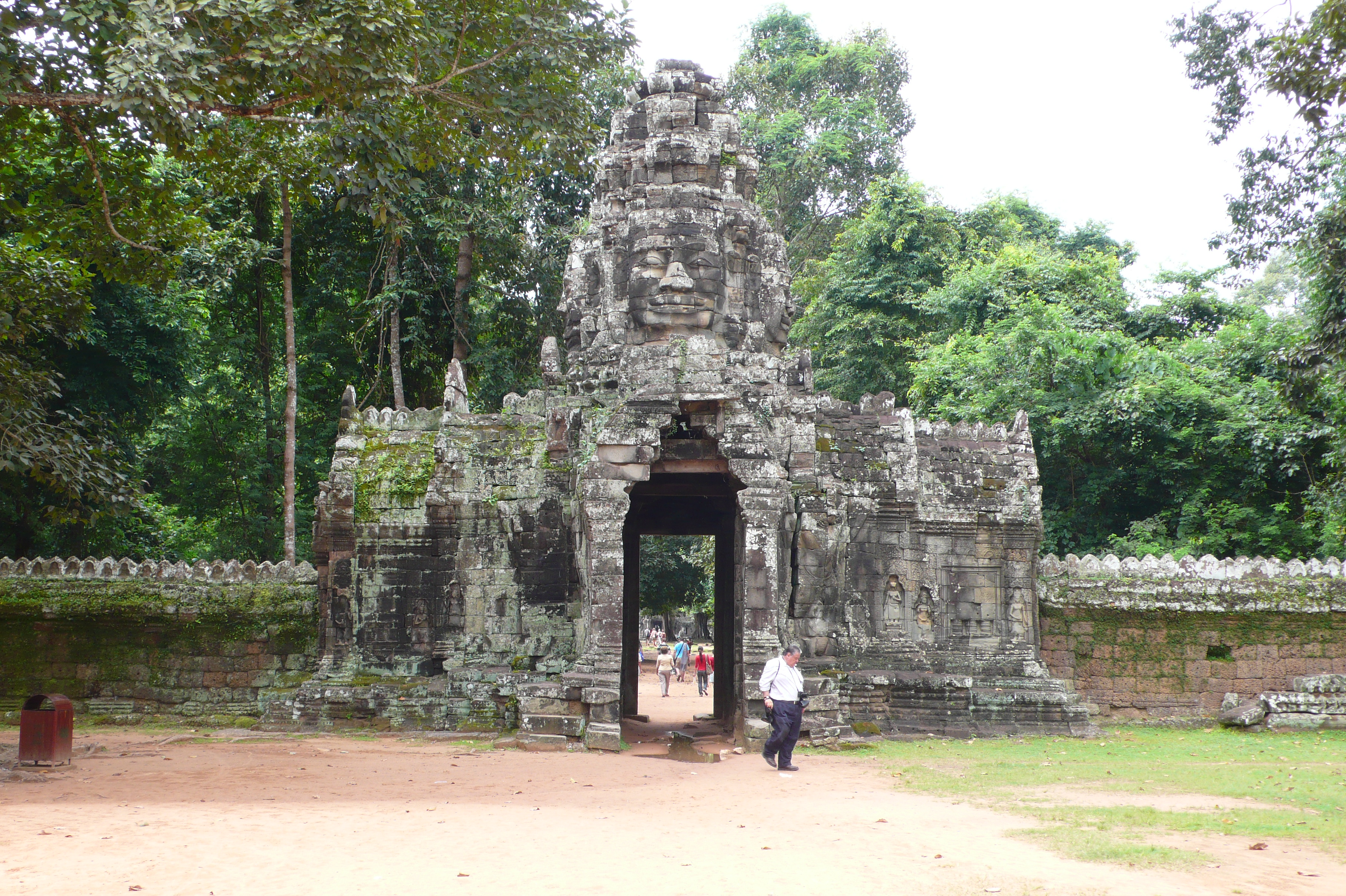
Uma das entradas do complexo
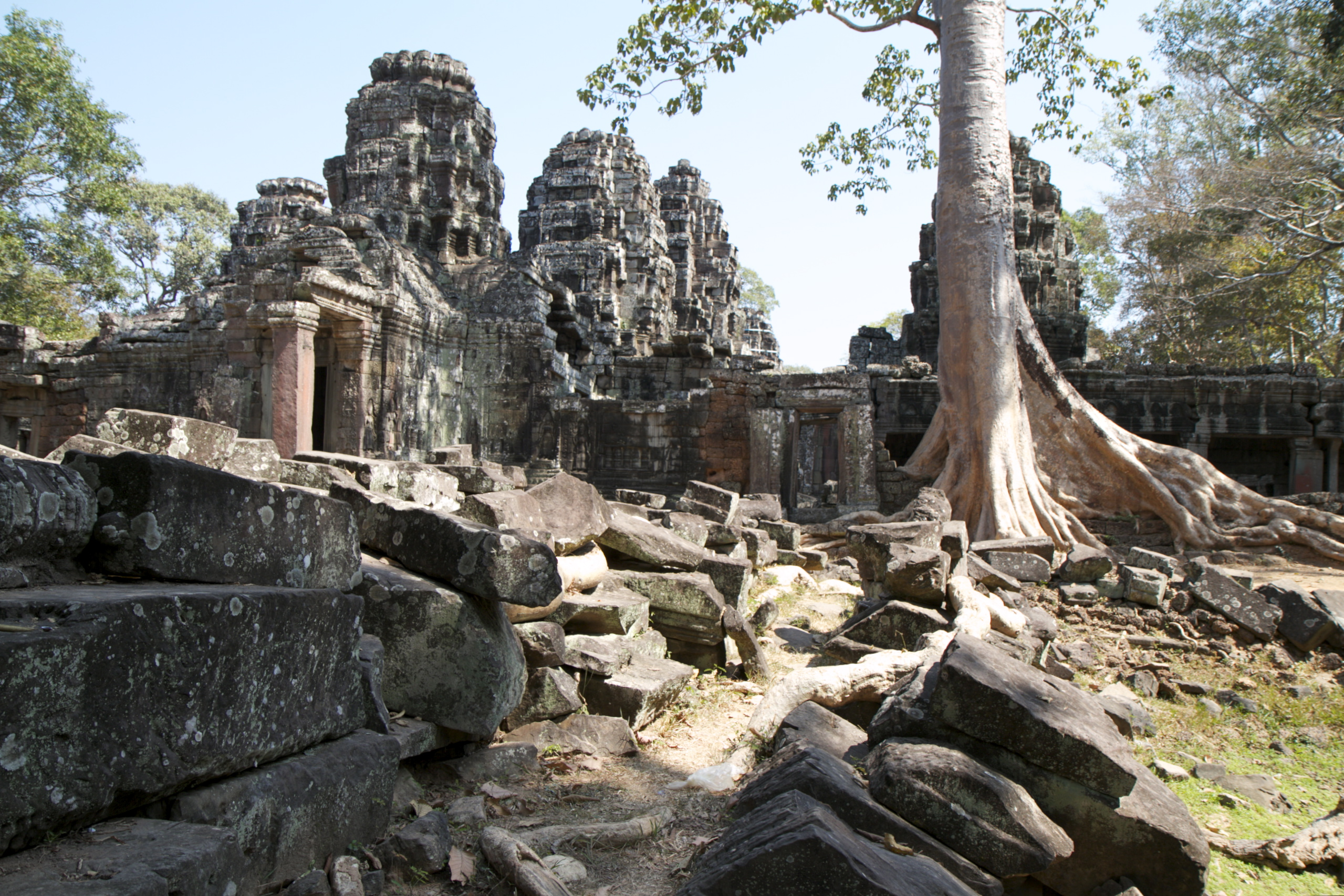
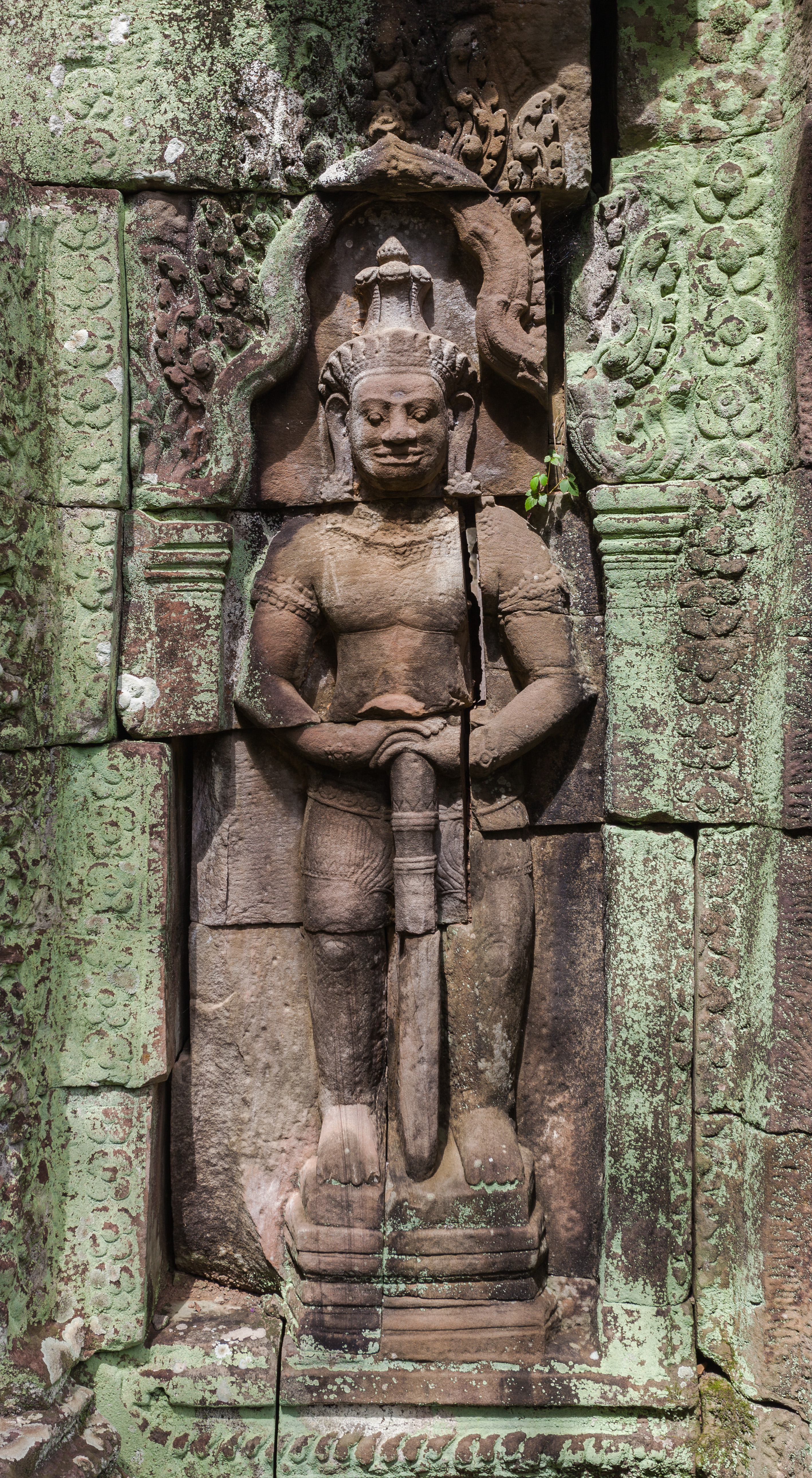
Dvarapala
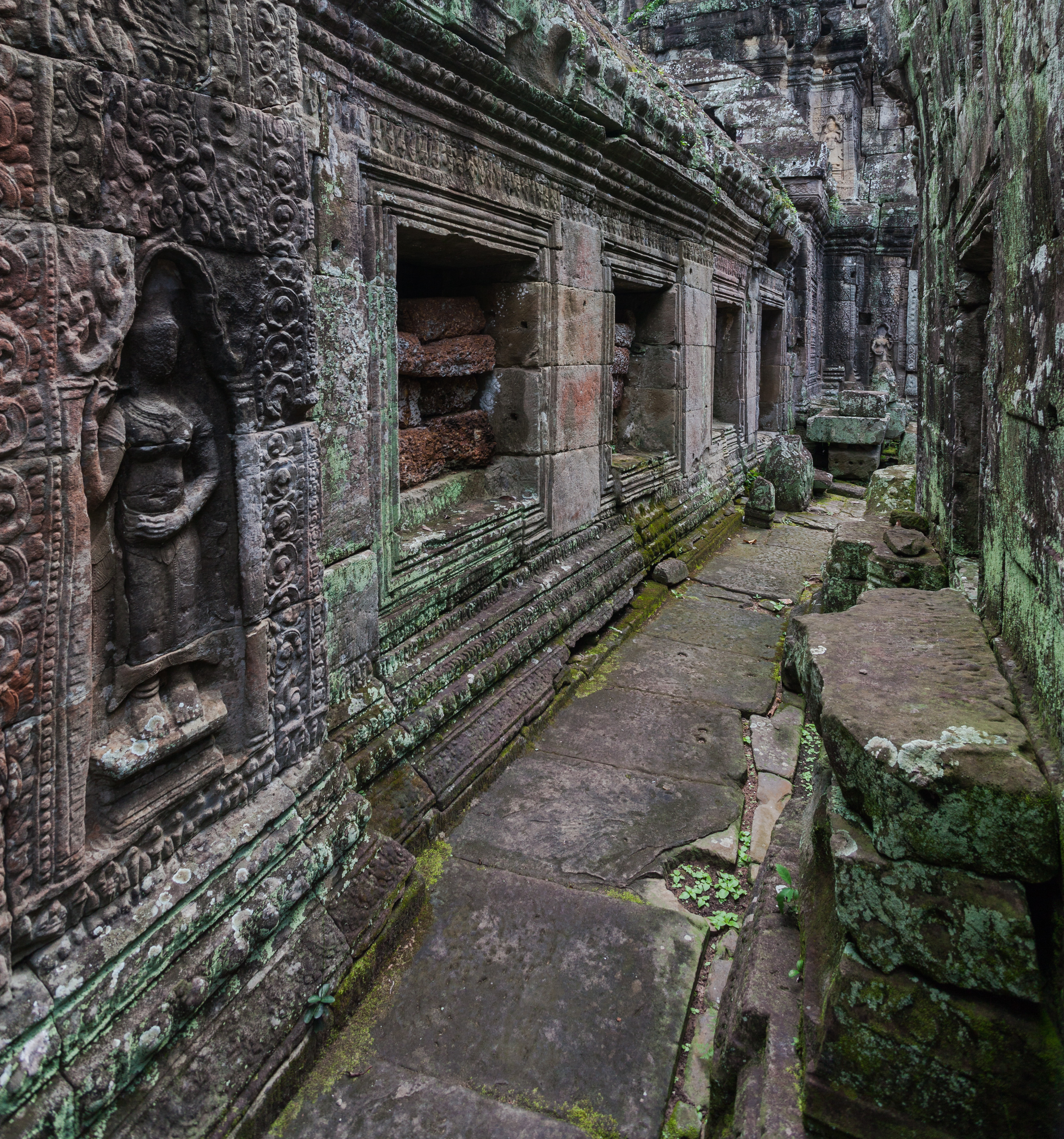
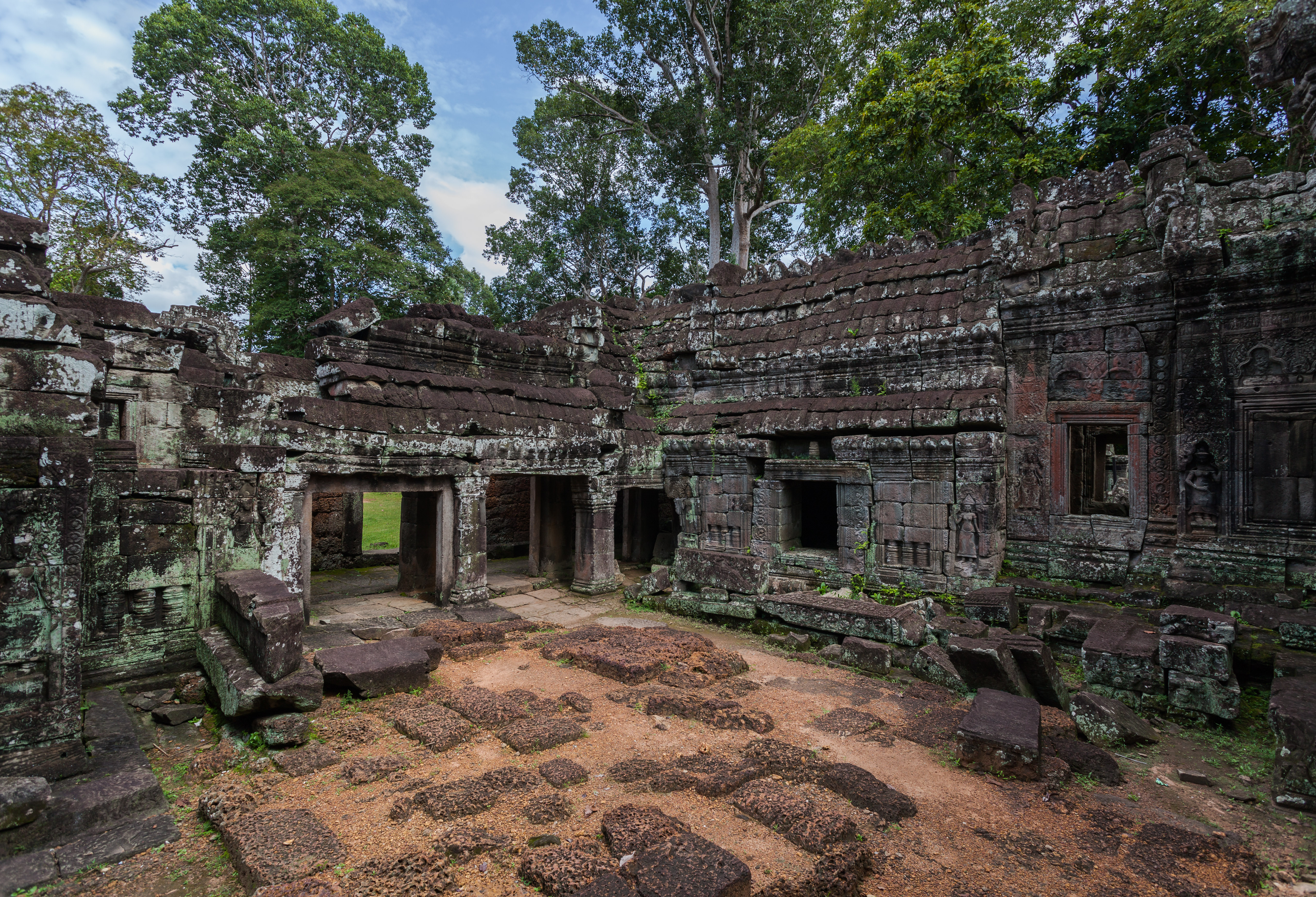
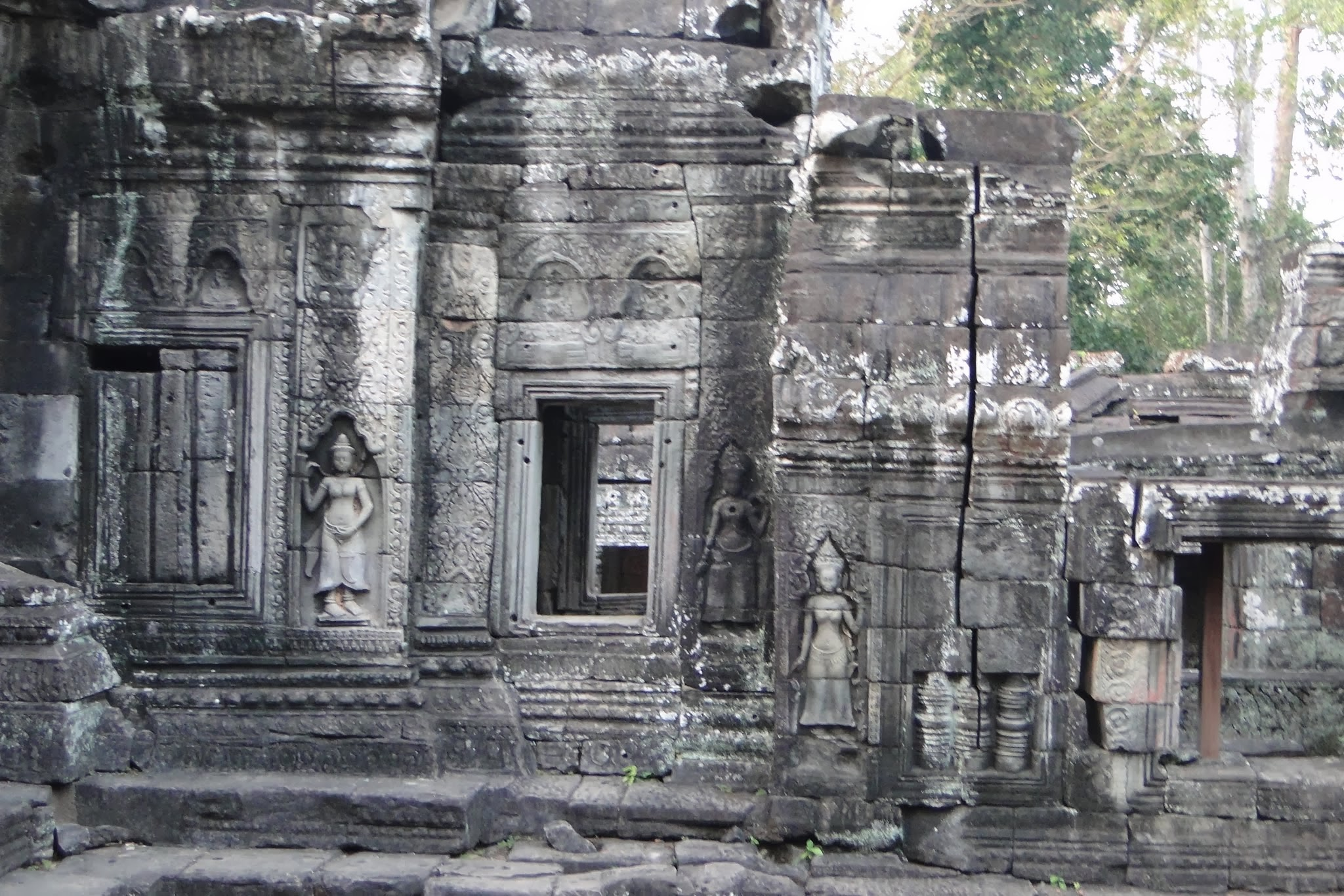
Vista geral
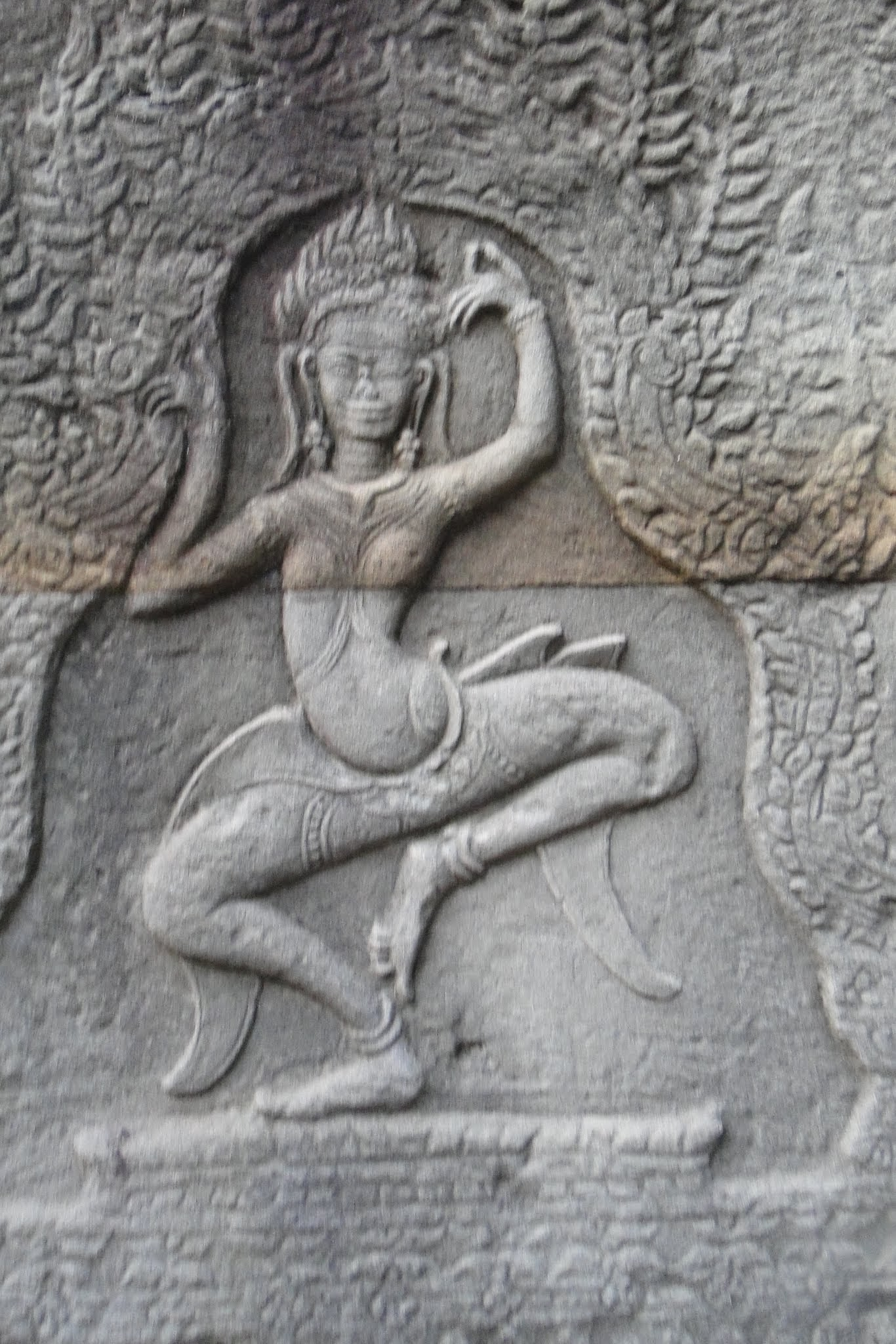
dançarina